# Helmsdorf (Stolpen)

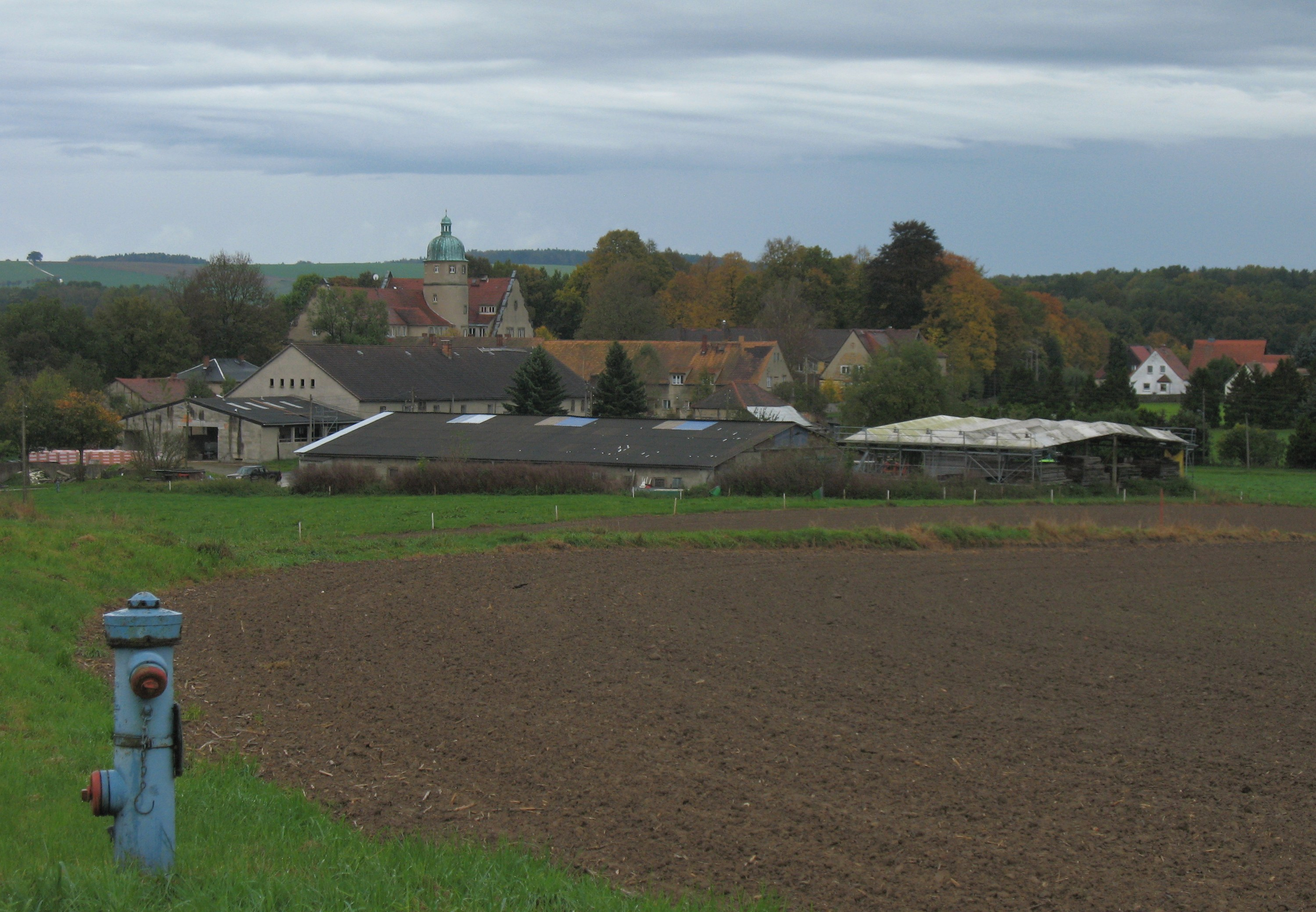

Helmsdorf ist Ortsteil der Stadt Stolpen und gehört zum Landkreis Sächsische Schweiz-Osterzgebirge.

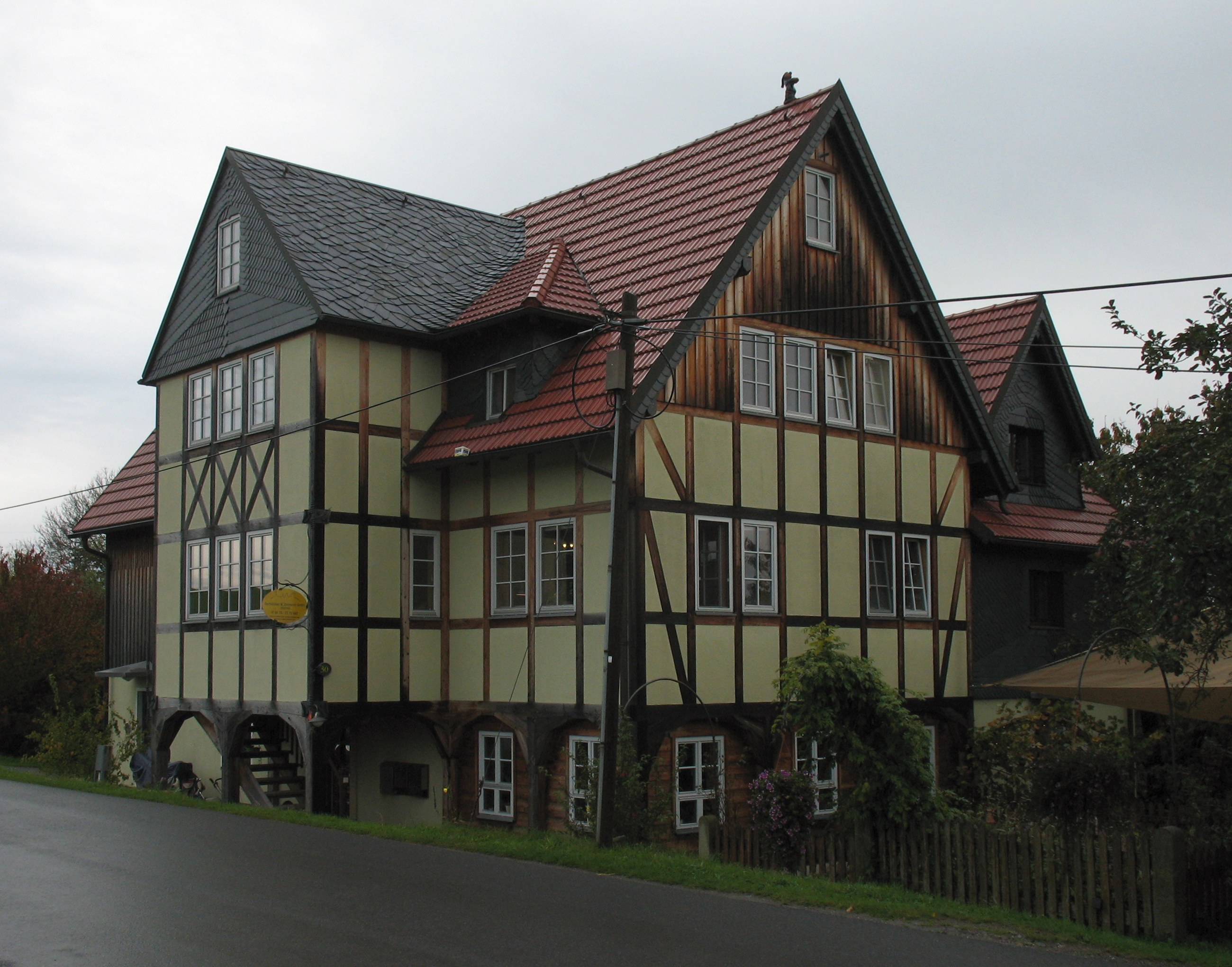
Umgebindehaus Wilschdorfer Straße 30

## Geschichte

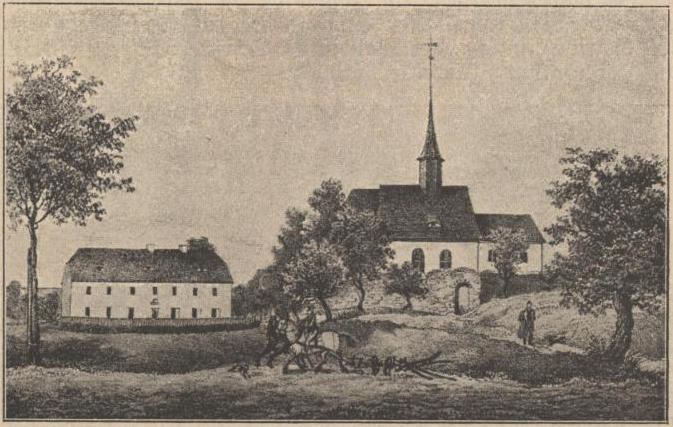
Helmsdorf um 1830

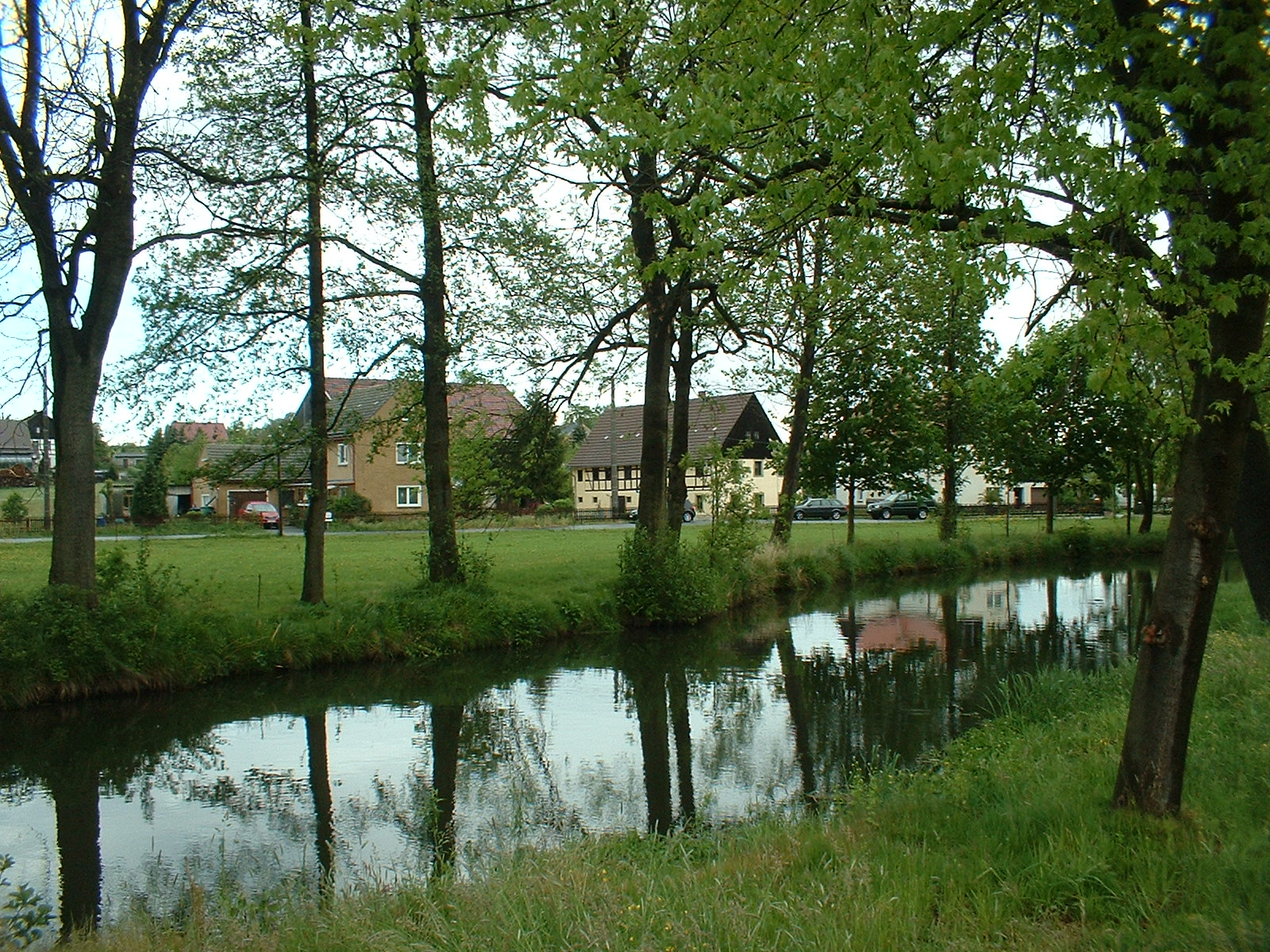
Wesenitz in Helmsdorf

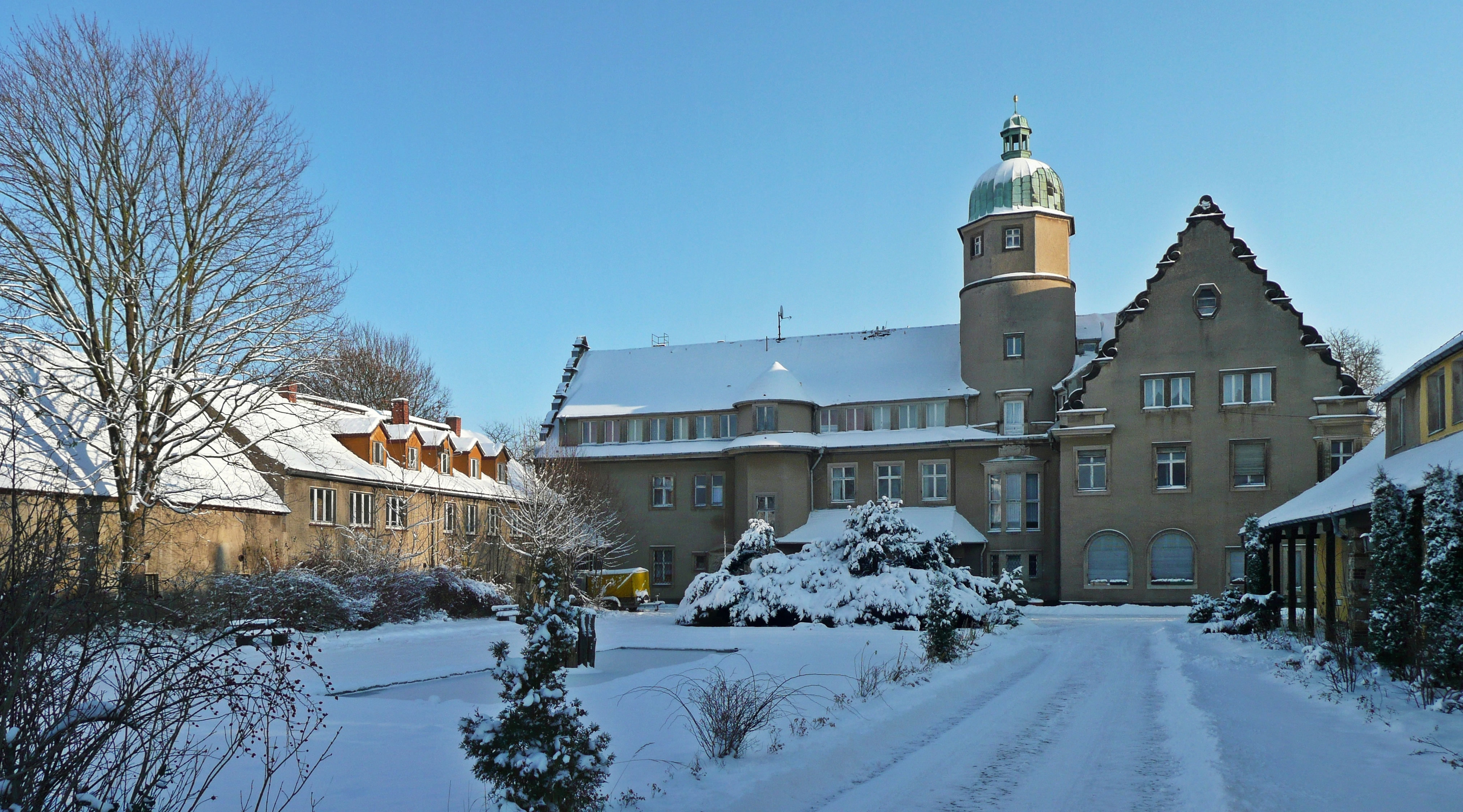
Schloss Helmsdorf

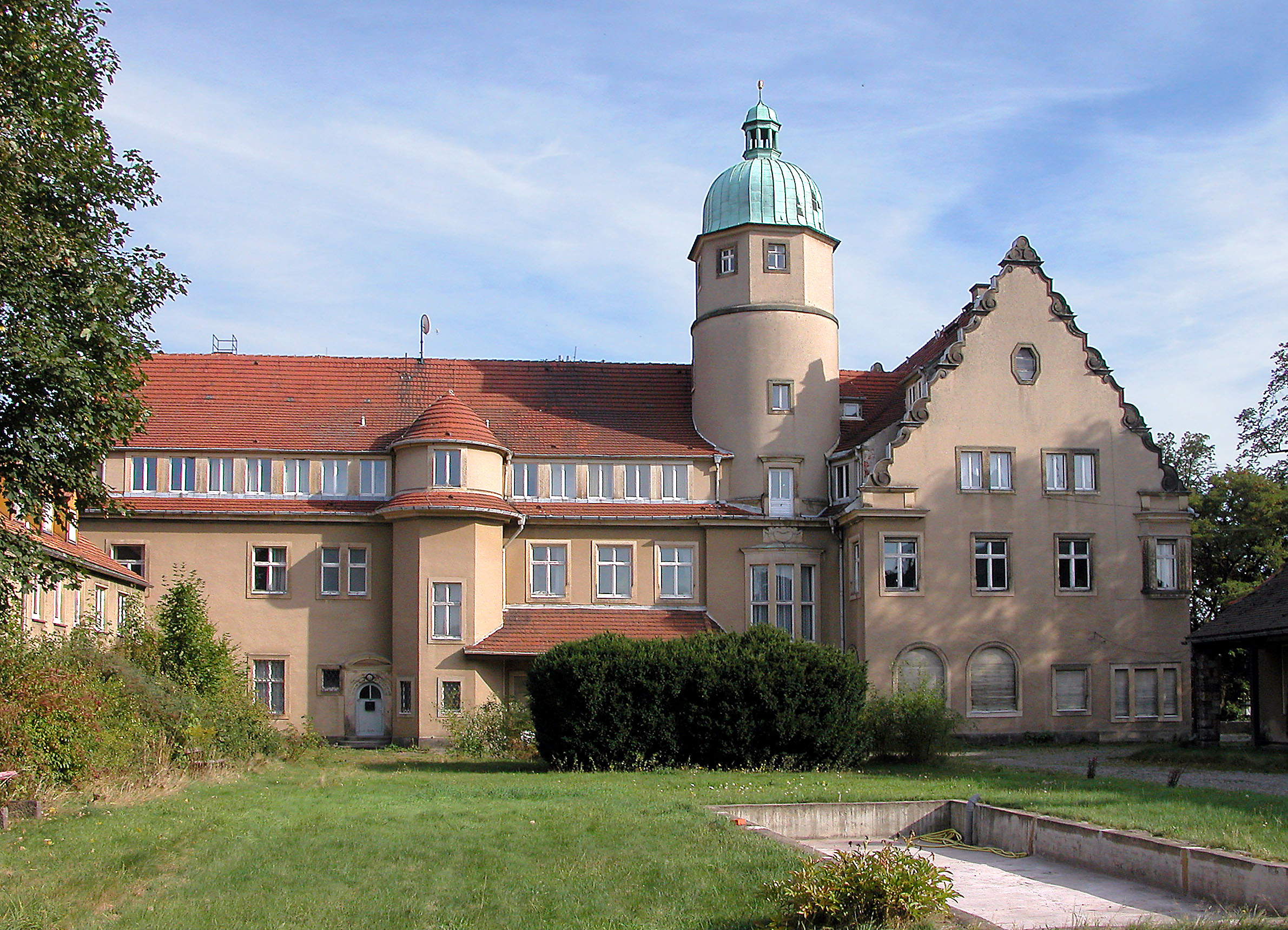
Schloss Helmsdorf

Helmsdorf ist auf den Namen eines Locators Helwig zurückzuführen. Erwähnt wurde es erstmals 1247 als Helewigesdorf. Hier lagerten an der Mündung des Katharinenwassers in die Wesenitz die Hussiten bei ihrem Einfall in Sachsen. 1559 gab es ein Amtsdorf und ein Vorwerk. Beide wurden kursächsisch. Es entwickelten sich zwei Dörfer: Oberhelmsdorf und Niederhelmsdorf. Die 1473 zum ersten Mal urkundlich erwähnte St.-Katharinen-Kirche steht in Oberhelmsdorf. Sie wurde 1846 im klassizistischen Stil verändert. Die Orgel schuf Wilhelm Leberecht Herbrig 1848. Nach einem Brand im Jahr 1969 wurde das Instrument 1971 vor dem Wiederaufbau der Kirche, die verkleinert worden ist, in die Kirche von Langenhennersdorf abgegeben. 
Erst 1937 erfolgte die Vereinigung von Ober- und Niederhelmsdorf zur Gemeinde Helmsdorf. Mit der Gemeindereform 1994 wurde Helmsdorf nach Stolpen eingemeindet.
1937 wurde in Helmsdorf eine Aus- und Weiterbildungseinrichtung für das Bäckerhandwerk mit angeschlossenem Erholungsheim gegründet; das Schloss Helmsdorf mit seinen historischen Räumen erwies sich als ideal als Sitz dieser Stätte. Während des Zweiten Weltkrieges und später in der Zeit der DDR war die Sächsische Bäckerfachschule in Helmsdorf die bekannteste Ausbildungsstätte für Bäckermeister im Osten Deutschlands. Nach der Wiedervereinigung ging sie noch 1990 in die Trägerschaft des Landesinnungsverbandes des Bäckerhandwerks Sachsen über. Ende der 1990er Jahre wurden die Ausbildungs- und Unterrichtsräume im Schloss zu klein, die Bildungsstätte nach Dresden verlagert und das Schlossanwesen an privat veräußert.

## Tourismus
Durch Helmsdorf führt der Wesenitz-Wanderweg. Neben dem Sägewerk befindet sich die Naturschutz-Ausstellung von Roland Füssel. Im Alten Trafohaus wurde Lebensraum für Tiere geschaffen. Nach Wiedereröffnung wurde aus dem Erbgericht das Landhotel Wesenitz, hier wird auch eine Bike-Vermietung angeboten.

## Naturdenkmäler
- Eiche am Fasanenbusch mit einem Brusthöhenumfang von 6,95 m (2016).[3]

## Söhne und Töchter des Ortes
- Günter Mehnert (1930–1998), Drehbuchautor
- Rolf Jähnichen (* 1939), Politiker (CDU), ehemaliger sächsischer Staatsminister